# Флешфорвард
Флешфо́рвард (англицизм от англ. flash — вспышка, озарение; forward — вперёд) — частный случай пролепсиса: повествовательная техника, состоящая в отклонении от реальности и повествования в будущее. Противоположный приём (обращение к прошлым событиям) — флешбэк.
При возникновении флэшфорварда сюжетная линия прерывается и мы наблюдаем действия, которые будут происходить позднее. Его использование ограничено в силу противоречия с нарративной логикой (предвидение будущих событий относится к области не реального, а интуитивно-мистического). Иногда с целью логического объяснения флешфорварды вводятся в повествование как сновидения какого-либо персонажа.
Приём флешфорварда был популярен в литературе модернизма («Петербург» Андрея Белого) и первых фильмах «Нового Голливуда» — «Космическая одиссея» (1968), «Беспечный ездок» (1969), «Загнанных лошадей пристреливают, не правда ли?» (1969). В фильмах «Взлётная полоса» (1962) и «А теперь не смотри» (1973) флешфорвард играет сюжетообразующую роль.
В фильме «Меланхолия» (2011) Ларса Фон Триера флешфорвард в самом начале является одновременно вступлением и эпилогом (такой приём имеет схожесть с флешбэком, не следует их путать). Этот художественный ход ставит акцент на содержании (сути) картины, делая основную сюжетную линию второстепенной. Аналогичный прием использован в фильме «Две королевы» (2018).
В фильме «Исчезнувшая» (2014) в самом начале демонстрируется небольшой отрывок из будущего, сопровождаемый мыслями автора повествования.
Флешфорварды нередко используются в телесериалах («Остаться в живых», «Как я встретил вашу маму», «Отчаянные домохозяйки», «Во все тяжкие», «Бригада», «Чикатило» и т. д.). Существует американский телесериал под названием «FlashForward» (в русском переводе «Вспомни, что будет»), в котором флешфорвард является основой сюжета. В сериале «Как избежать наказания за убийство» флешфорварды используются почти в каждой серии как продолжение основной линии развития событий.